# Lagorchestes leporides
Lagorchestes leporides är en pungdjursart som först beskrevs av John Gould 1840. Lagorchestes leporides ingår i släktet harvallabyer och familjen kängurudjur. IUCN kategoriserar arten globalt som utdöd. Inga underarter finns listade.
Pungdjuret levde fram till 1890-talet i sydöstra Australien och vistades där på öppna gräsmarker. Arten dog troligen ut på grund av konkurrens med införda boskapsdjur som får och nötkreatur.

## Bildgalleri

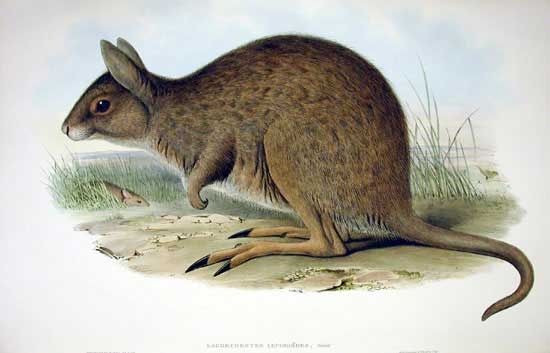
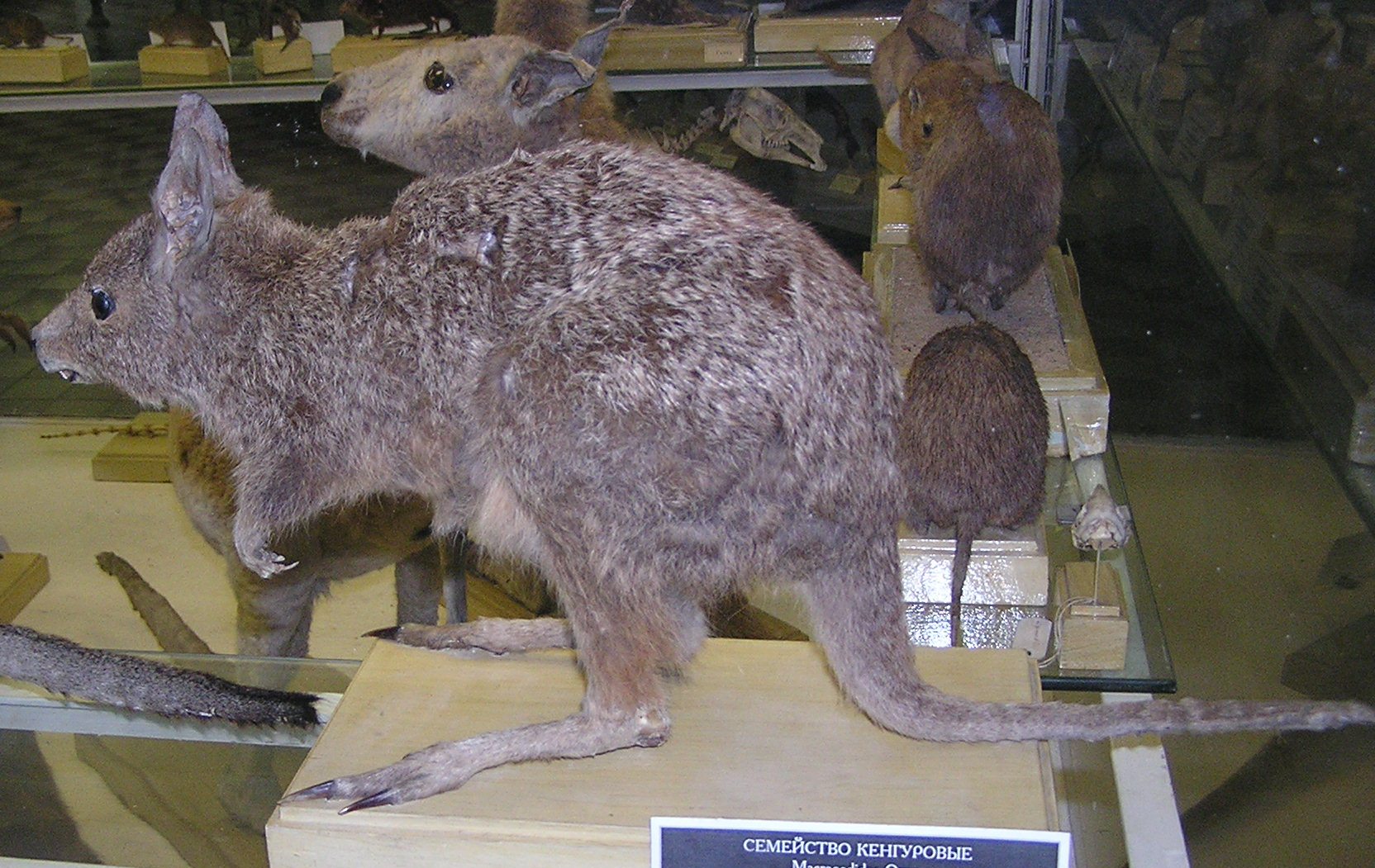